# Sweet Home 3D
Sweet Home 3D es un editor CAD de ingeniería, arquitectura y construcción bajo licencia GNU General Public License para el diseño de los muebles de una vivienda en un plano 2D, y una vista previa en 3D. Desarrollado en Java
este software está disponible en formulario de una aplicación Java Web Start que requiere la preinstalación de Java virtual machine, o en forma de una aplicación con una máquina virtual Java (para evitar al usuario instalar un Java propio).
Este software se ejecuta en cualquier plataforma con una máquina virtual Java y la biblioteca Java 3D, que le permite ser ligero y funcionar en Mac OS X, Windows, Linux y Solaris.
Se ofrece en 16 idiomas diferentes.

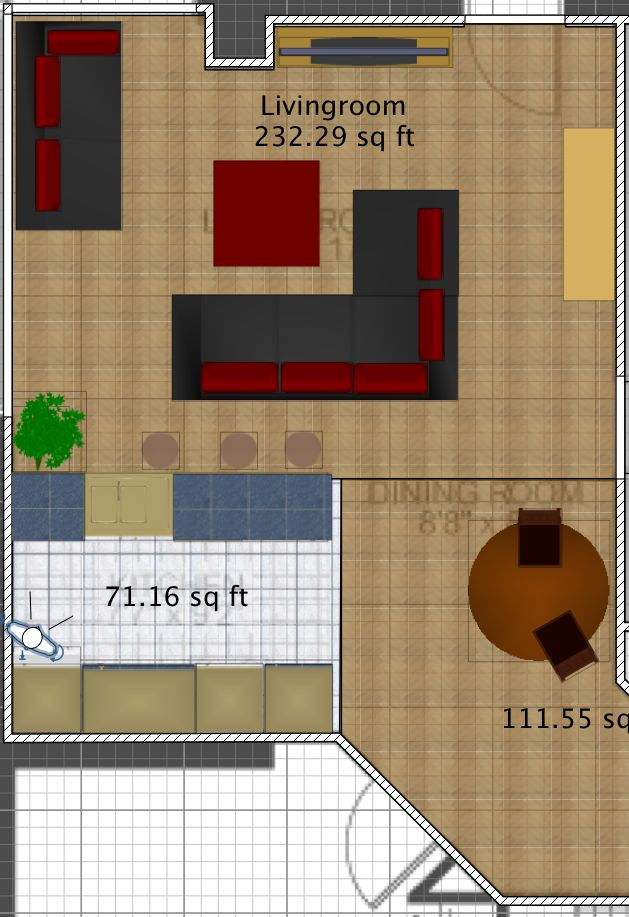
Layout
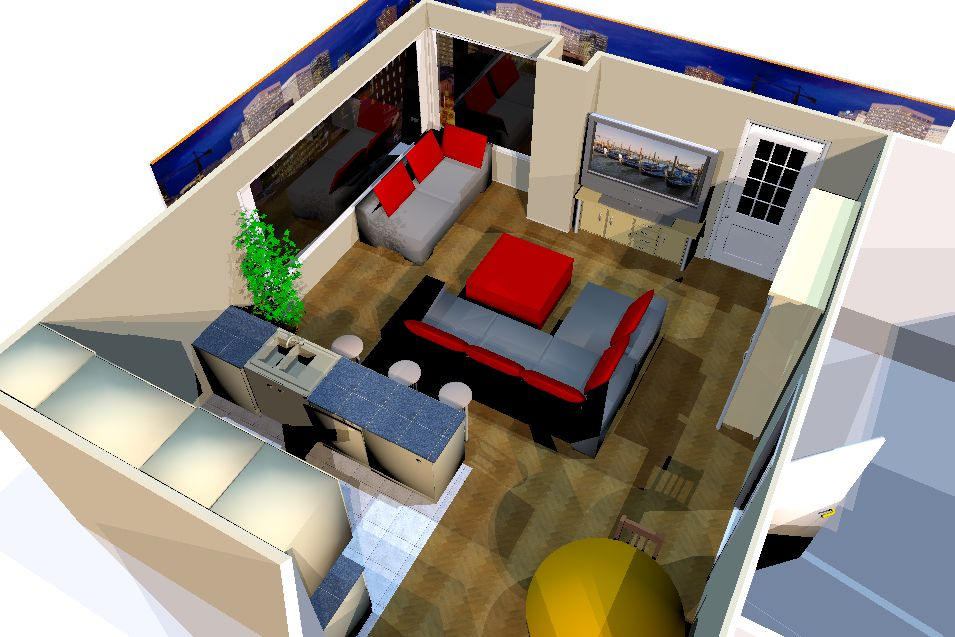
3D view
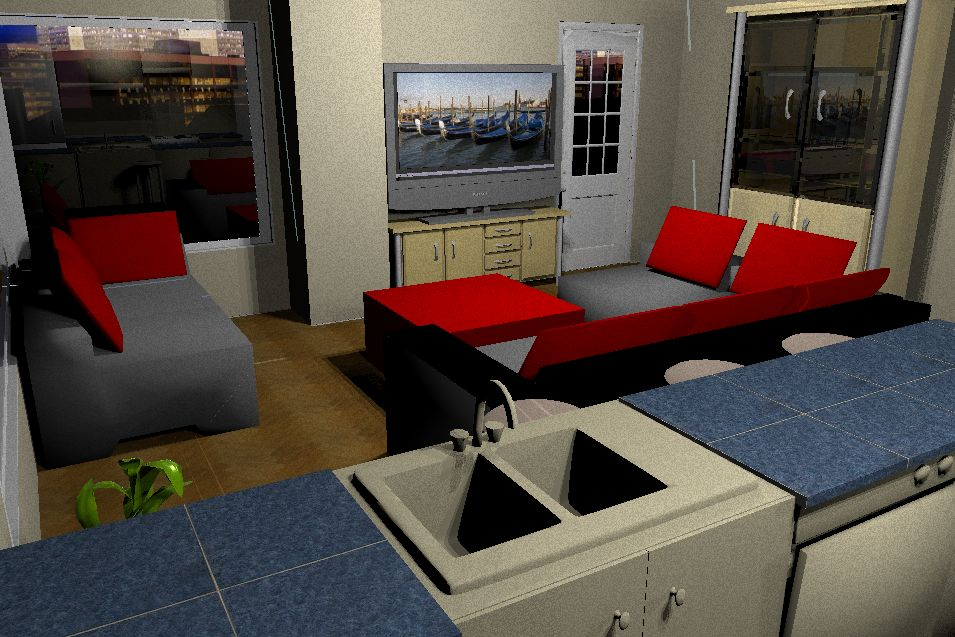
Render